# Gethyllis marginata
Gethyllis marginata är en amaryllisväxtart som beskrevs av D.Müll.-doblies. Gethyllis marginata ingår i släktet Gethyllis och familjen amaryllisväxter. Inga underarter finns listade i Catalogue of Life.